# Ballongkateter

Diagram över en ballongkateter.

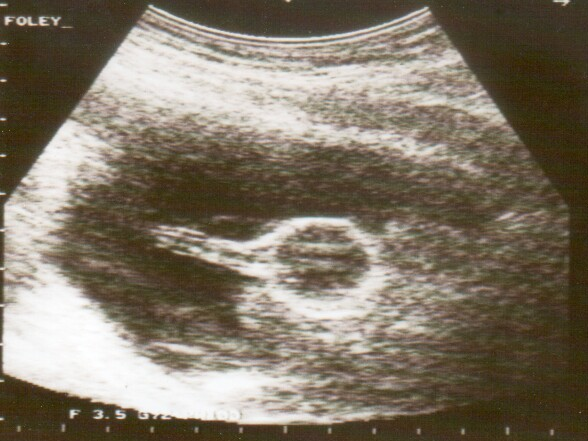
Ultraljudsbild av en ballong.

Inom urologi är ballongkateter (engelska "Foley catheter", uppkallad efter Frederic Foley) ett flexibelt rör som förs in genom urinröret och in i urinblåsan för att dränera urin. Det är den vanligaste typen av inneliggande urinkateter.
Namnet kommer från Frederic Foley(en), en kirurg som arbetade i Boston, Massachusetts på 1930-talet. Hans ursprungliga design antogs av CR Bard, Inc. i Murray Hill, New Jersey, som tillverkade de första prototyperna och namngav dem för att hedra kirurgen. 

## Funktion
Röret har två separerade kanaler, eller lumen, som löper längs dess längd. Den ena lumen, dräneringslumen, är öppen i båda ändar och dränerar urin i en uppsamlingspåse. Den andra, inflationslumen, har en ventil på utsidan och ansluts till en ballong på insidan av spetsen. Ballongen blåses upp med glycerol när den ligger inne i blåsan för att förhindra att den glider ut. Tillverkare skapar vanligtvis urinvägskatetrar med silikon eller belagd naturlig latex, I Sverige är silikon vanligast. De olika egenskaperna hos dessa katetrar avgör om katetern är lämplig för 28 dagars eller 3 månaders uppehållstid.

Ett snitt av den distala änden av en ballongkateter. Bilden visar en sprängd ballong, inflationslumen och dräneringslumen.

Ballongkatetrar ska endast användas när det är indikerat, eftersom användningen ökar risken för kateterrelaterad urinvägsinfektion för varje dag som passerar.

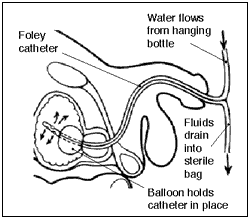
Diagram från sidan av en trevägs ballongkateter, på plats för spolning och dränering av urinblåsan. Ballongen nära spetsen håller katetern på plats.

## Varianter
Ballongkatetrar förekommer i flera varianter:
- Coudé katetrar (franska för armbåge) har en 45° böjning vid spetsen som underlättar passage genom en förstorad prostata.
- Councill spetskatetrar[3] har ett litet hål i spetsen så att de kan föras över en tråd.
- Trevägskatetrar eller trippellumenkatetrar har en tredje kanal som används för att infundera steril koksaltlösning eller annan spolningslösning. Dessa används främst efter operation i urinblåsan eller prostata för att tvätta bort blod och blodproppar.

## Storlekar
Den relativa storleken på en ballongkateter beskrivs med hjälp av franska enheter (F). Alternativt kan storleken på en 10 F-kateter uttryckas som 10 Ch (Charriere-enheter – uppkallad efter en fransk vetenskaplig instrumenttillverkare från 1800-talet, Joseph-Frédéric-Benoît Charrière). Ch benämningen är det som är vanligast i Sverige. De vanligaste storlekarna är 10 Ch till 28 Ch. 1 Ch motsvarar 0,33 mm = 0,013" = 1/77" av diameter. Ballongkatetrar är vanligtvis färgkodade efter storlek med ett enfärgat band vid den yttre änden av ballonguppblåsningsröret, vilket möjliggör enkel identifiering av storleken. Obs: Färgerna för storlekarna 5, 6, 8, 10 kan variera avsevärt om de är avsedda för pediatriska patienter. Färg för storlek 26 kan också vara rosa istället för svart.
| Färg | Färg         | Charriere-enheter | mm  |
| ---- | ------------ | ----------------- | --- |
|      | Gulgrön      | 6                 | 2.0 |
|      | Blåklint blå | 8                 | 2.7 |
|      | Svart        | 10                | 3.3 |
|      | Vit          | 12                | 4.0 |
|      | Grön         | 14                | 4.7 |
|      | Orange       | 16                | 5.3 |
|      | Röd          | 18                | 6,0 |
|      | Gul          | 20                | 6.7 |
|      | Lila         | 22                | 7.3 |
|      | Blå          | 24                | 8,0 |
|      | Svart        | 26                | 8.7 |

## Medicinsk användning

### Urinvägarna
Inneliggande urinkatetrar används oftast för att hjälpa människor som inte kan kissa på egen hand. Indikationer för att använda en kateter inkluderar att ge lindring när det finns urinretention, övervakning av urinproduktion för kritiskt sjuka personer, hantera urinering under operation och tillhandahålla vård vid livets slut.
Ballongkatetrar används i följande situationer:
- På patienter som är sövda eller sövda för operation eller annan medicinsk vård
- På komatösa patienter
- På vissa inkontinenspatienter
- På patienter vars prostata är förstorad till den grad att urinflödet från urinblåsan avbryts
- På patienter med akut urinretention
- På patienter som på grund av förlamning eller fysisk skada inte kan använda antingen vanliga toaletter eller urinaler
- Efter urinrörsoperationer
- Efter ureterektomi
- På patienter med njursjukdom vars urinproduktion måste mätas konstant och noggrant
- Före och efter kejsarsnitt
- Före och efter hysterektomi
- På patienter som har haft genitalskada
- På anorektiska patienter som inte kan använda vanliga toaletter på grund av fysisk svaghet och vars urinproduktion måste mätas konstant
- På patienter med fibromyalgi som inte kan kontrollera sin blåsa
- På patienter som har gravt nedsatt hud och/eller nedbrytning
- På kritiskt sjuka patienter som kräver intensivvård

### Cervikal
En ballongkateter kan också användas för att stimulera livmoderhalsen under förlossningsinduktion . När den används för detta ändamål kallas proceduren extraamniotisk saltlösningsinfusion. Vid denna procedur förs ballongen in bakom livmoderhalsväggen och blåses upp, till exempel med 30-80 mL saltlösning. Den återstående längden av katetern spänns lätt och tejpas på insidan av kvinnans ben. Den uppblåsta ballongen trycker på livmoderhalsen på samma sätt som barnets huvud skulle göra innan förlossningen, vilket gör att den vidgas. Allt eftersom livmoderhalsen utvidgas justeras katetern med fortsätta tillspänningar för att upprätthålla trycket. När livmoderhalsen har vidgats tillräckligt faller katetern ut.

### Övrigt
Ballongkatetrar används också i fall av svår näsblod för att blockera blod från att fritt rinna ner genom näsgången in i munnen. De används också vid bukkirurgi.

## Kontraindikationer
Inneliggande urinkatetrar ska inte användas för att övervaka stabila personer som kan kissa, eller för att underlätta för patienten eller sjukhuspersonalen. Urethral trauma är den enda absoluta kontraindikationen för placering av en urinkateter. Undersökningsfynd såsom blod vid urethral meatus eller en hög prostata kräver ett retrograd uretrogram före insättning.
I Sverige är kateterrelaterad urinvägsinfektion den vanligaste typen av sjukhusförvärvad infektion. Innestående katetrar bör undvikas när det finns alternativ. Läkare kan minska sin användning av kvarvarande urinkatetrar när de följer evidensbaserade riktlinjer för användning, såsom de som publiceras av Centers for Disease Control and Prevention.

## Skadliga effekter
Alla kateteriserade blåsor blir koloniserade med bakterier efter en viss tid, och en del av dessa blir benägna att orsaka blodomloppsinfektioner (sepsis) sekundärt till urinvägsursprunget. Ett ytterligare problem är att ballongkatetrar tenderar att med tiden bli belagda med biofilm som kan hindra dräneringen. Detta ökar mängden stillastående urin kvar i urinblåsan, vilket ytterligare bidrar till urinvägsinfektioner. När en ballongkateter blir igensatt måste den spolas eller bytas ut. Det finns för närvarande inte tillräckligt med adekvata bevis för att dra slutsatsen om tvättningar är fördelaktiga eller skadliga.
Det finns flera risker med att använda en ballongkateter (eller katetrar i allmänhet), inklusive:
- Ballongen kan gå sönder när vårdgivaren för in katetern. I detta fall måste alla ballongfragment tas bort.
- Ballongen kanske inte blir uppblåst efter att den är på plats. På vissa institutioner kontrollerar vårdgivaren ballongens uppblåsning innan katetern förs in i urinröret. Om ballongen fortfarande inte blåses upp efter att den placerats i blåsan kasseras den och ersätts.
- Urin slutar rinna in i påsen. Vårdgivaren kontrollerar att katetern och påsen är korrekt placerad eller att urinflödet i kateterröret hindras.
- Urinflödet är blockerat. Ballongkatetern måste kasseras och bytas ut.
- Urinröret börjar blöda. Vårdgivaren övervakar blödningen.
- Kateterisering introducerar en infektion i urinblåsan. Risken för blås- eller urinvägsinfektion ökar med antalet dagar katetern är på plats.
- Om ballongen öppnas innan ballongkatetern är helt införd i urinblåsan kan blödning, skada och till och med bristning i urinröret uppstå. Hos vissa individer uppstår långvariga permanenta ärrbildningar och förträngningar i urinröret.[10]
- Defekta katetrar kan levereras, som går sönder in situ. De vanligaste frakturerna uppstår nära den distala änden eller vid ballongen.
- Katetrar kan dras ut av patienter medan ballongen fortfarande är uppblåst, vilket leder till stora komplikationer eller till och med dödsfall. Detta kan inträffa när patienter är mentalt nedsatta (t.ex. har Alzheimers) eller är i ett mentalt förändrat tillstånd (t.ex. när de kommer ut från operation).